# خوان لويس غونزاليس
خوان لويس غونزاليس (بالإسبانية: Juan Luis González)‏ (16 يونيو 1974 في تشيلي - ) هو لاعب كرة قدم تشيلي في مركز الدفاع. شارك مع منتخب تشيلي لكرة القدم. أما مع النوادي، فقد لعب مع إيفرتون دي فينا ديل مار ونادي أوهيجينس وديبورتيس أنتوفاغاستا ونادي كوكيمبو أونيدو ولاسيرينا ونادي كوبريلوا.

## مسيرته الكروية
لعب خوان لويس غونزاليس خلال مسيرته الاحترافية مع 6 أندية في واحد وعشرون موسمًا وسجل خلالها 27 هدفًا ضمن 488 مباراة. ولم يفز بأي موسم بالكأس وفاز في ثلاثة مواسم بالدوري.
خاض خوان لويس غونزاليس مسيرته مع نادي لاسيرينا في موسم 1994 في المرة الأولى ليلعب معه ستة مواسم ثم ما بين عامي 2009 و2010 لمدة موسم واحد، مشاركًا طوالها في 143 مباراة سجل خلالها 6 أهداف. ثم انتقل إلى نادي إيفرتون دي فينا ديل مار ما بين عامي 2000 و2001 في المرة الأولى لمدة موسم واحد ثم ما بين عامي 2008 و2009 لمدة موسم واحد، حيث شارك طوالها في 57 مباراة سجل خلالها 3 أهداف. لينتقل بعدها إلى نادي كوكيمبو أونيدو في عامي 2001-2003 ولمدة موسمين، مشاركًا في 50 مباراة سجل خلالها 6 أهداف. ثم انتقل إلى نادي كوبريلوا في موسم 2003 ليلعب معه خمسة مواسم، مشاركًا في 142 مباراة سجل خلالها 11 هدفًا. هذا وانتقل لاحقًا إلى نادي أوهيجينس في عامي 2010-2012 ولمدة موسمين، مشاركًا في 47 مباراة ولم يسجل أي هدف. ثم انتقل بعدها إلى ديبورتيس أنتوفاغاستا في موسم 2012 واستمر معه طيلة ثلاثة مواسم، مشاركًا في 49 مباراة سجل خلالها هدفًا واحدًا.

## وصلات خارجية
- خوان لويس غونزاليس على موقع قاعدة بيانات كرة القدم.إي يو (الإنجليزية)
- خوان لويس غونزاليس على موقع ناشيونال فوتبول تيمز (الإنجليزية)